# 羅烈
羅烈（Lo Lieh，1938年6月29日—2002年11月2日），原名王立達，為印尼華僑，香港武打演員。羅烈愛好武術從小學過形意拳、太極拳。

## 生平
羅烈出生於荷屬东印度先达（今印尼先达），家人經營農場生意。來港後在1962年加入邵氏，是邵氏「南國訓練團」的第一期畢業生。由於其膚色黝黑，被張徹看中是忠厚角色人選。張徹在邵氏的頭幾部影片，便有羅烈初試啼聲的作品，像1965年的《蝴蝶盃》、《虎俠殲仇》、《金燕子》、《飛刀手》、《鐵手無情》等。其時羅烈已經以動作片演員身份嶄露頭角。
1970年代羅烈開始拍攝邵氏其他導演的戲，並轉型成反派演員。1972年拍攝的《天下第一拳》，是香港首部在美國院線上映的影片，票房理想。他憑藉此片成為導演時常起用的大反派。自此以後，便促成演出一連串的歐美B級影片，其反派演技名傳海外，據傳每日薪酬已達18,000港元。
羅烈於1990年代開始減少電影演出，投身電視界。其時他是亞洲電視為藝員，拍攝了多部電視劇。他幾乎終其一生都只在亞視演出劇集（在無綫祇參演《楊門女將》一部電視劇，而且戲份不多 ）。但不久因為亞視虧損累累減少了劇集製作，羅烈在電視劇之演出已有所減少，在拍罷《我來自廣州》和《英雄之廣東十虎》兩劇後，便再沒有續約和離開亞視。
隨著九十年代末港產片市道不景氣，羅烈轉到中國內地經商，並且於中國內地開辦演藝學院訓練新生。
2002年11月2日，羅烈在深圳因心臟病突發，在送往醫院途中去世，享年64嵗。

### 婚姻生活
羅烈曾結過四次婚，其中第二任妻子乃著名導演唐季禮姐姐唐嘉麗，並有兩個兒子。1986年羅烈將中國大陸女演員樂韻（又名樂慧）帶回香港許諾與其結婚，但是事實上樂韻成了二奶。之后因为羅烈妻子發現，羅不再供養樂韻。樂韻幾次上門找羅烈，均被羅烈拒諸門外，更報警處理。羅雖曾為樂韻搭路簽約嘉禾旗下的經理人公司，但由於不諳廣東話，幾年來她只能演出小角色，唯一一次當上主角的，是低成本三級片《北妹傳奇》，感情跟事業都不順，1995年樂韻跳樓自杀，終年28歲。

## 演出作品

### 電視劇 (無綫電視)
- 1981年：《楊門女將》飾 天目法王（西夏國師)

### 電視劇 (麗的電視/亞洲電視)
- 1980年：《太極張三豐》飾 哈赤兒
- 1989年：《傅紅雪傳奇》飾 岳乘風
- 1989年：《無字天書》飾 軒轅亮
- 1989年：《城市劍客》 飾 丁冠岳
- 1989年：《小白龍之勤王記》飾 龍真
- 1989年: 《皇家檔案之危險人物》飾 鄭松炮
- 1989年: 《皇家檔案II之黑鳳凰》飾 龐哥
- 1989年：《皇家儷人》飾 周老八
- 1990年：《中華英雄》飾 地獄門元老王
- 1990年：《豪俠傳》飾 王順
- 1990年：《還看今朝》
- 1990年：《大富大貴》飾 歐陽光
- 1991年: 《乖女也瘋狂》飾 利錢友
- 1991年: 《隔離差館有隻鬼》飾 卓少川
- 1991年：《劍神》飾 凌絕壁
- 1991年：《中華英雄之中華傲訣》飾 卡先龍
- 1991年：《劍三十》飾 武通侯
- 1991年：《勝者為王》飾 秦堅
- 1991年：《天地無情》
- 1991年：《豪門》飾 金震海
- 1992年：《烈火雄風》飾 洪永貴
- 1993年：《槍神》飾 炳爺
- 1993年：《天蠶變之再與天比高》飾 劉瑾
- 1993年：《勝者為王III王者之戰》飾 雷奔（宋鎮南）
- 1993年：《賭神秘笈'93》飾 雷坤
- 1993年：《城中姊妹花》飾 鞏南
- 1993年：《中國教父II再起風雲》
- 1994年：《洪熙官》飾 哈薩多
- 1994年：《九王奪位》飾 隆科多
- 1994年：《岳飛傳》飾 完顏阿骨打
- 1994年：《戲王之王》飾 蒲正康
- 1995年：《新包青天·殺母狀元》飾 呼延守信
- 1995年：《新包青天·鐵丘墳》飾 呼延守信
- 1995年：《新包青天·雌雄俠盜》飾 朱高
- 1995年：《新包青天·審御貓》飾 凌昆
- 1995年：《新包青天·公正廉明》飾 張庭遠
- 1995年：《新包青天·仇之劍》飾 馬鈞
- 1995年：《新包青天·英烈千秋》飾 何正剛
- 1995年：《精武門》飾 張宗棠
- 1995年：《九品芝麻官》飾 趙仁和
- 1995年：《千王之王重出江湖》飾 霍兆福
- 1996年：《殭屍道長II·轉世靈童》飾 寧瑪
- 1996年：《再見艷陽天》飾 洪軍長
- 1996年：《誰是兇手·一屋廿三夥》飾 韓永海
- 1996年：《劍嘯江湖》飾 端木旗
- 1997年：《國際刑警·傘之輓歌》飾 狩谷
- 1997年：《國際刑警·隔世追魂》飾 長毛
- 1997年：《我來自潮州》飾 阿席
- 1997年：《天長地久》飾 喬承蔭
- 1997年：《肥貓正傳》飾 彪哥
- 1998年：《呆佬賀壽》飾 周通
- 1998年：《流氓·律師》飾 羅英
- 1998年：《穆桂英》飾 西夏王
- 1998年：《我來自廣州》飾 陳留
- 1998年：《曲終情未了》飾 關良
- 1999年：《英雄廣東十虎》飾 顏昆

### 電視劇 (英國約克郡電視台)
- 1990年：《Yellowthread Street（英语：Yellowthread Street） / 香港黃線街》[3]（本劇曾於無綫明珠台播出）

### 電影作品

#### 1960年代
- 1965年《蝴蝶盃 / The Butterfly Chalice》
- 1965年《江湖奇俠 / Temple of the Red Lotus》
- 1965年《火燒紅蓮寺之鴛鴦劍俠 / The twin swords》
- 1966年《邊城三俠 / The magnificent trio》
- 1966年《虎俠殲仇 / Tiger Boy》
- 1967年《火燒紅蓮寺之琴劍恩仇 / The sword and the lute》
- 1967年《神劍震江湖 / The thundering sword》
- 1967年《七俠五義 /King Cat》〔飾 花沖〕
- 1967年《儒俠 / The Silent Swordsman》〔飾 李忠義〕
- 1967年《飛天女郎 / The Trapeze Girl 》
- 1968年《金燕子 / The golden swallow》
- 1969年《飛刀手 / The flying dagger》
- 1969年《毒龍潭 / Dragon swamp》
- 1969年《鐵手無情 /The Invincible Fist》〔飾 鐵無情〕
- 1969年《大盜歌王 / Singing Thief, The》〔飾 王國際〕
- 1969年《十二金錢鏢 / Twelve Deadly Coins》

#### 1970年代
- 1970年《五虎屠龍 / Brothers five》
- 1970年《龍虎鬥 / The chinese boxer》
- 1970年《餓狼谷 / Valley Of The Fangs》
- 1970年《江湖三女俠 / Swordswomen three》
- 1971年《俠士行 / The long chase》
- 1971年《來如風 / The Swift Knight》
- 1971年《血酒天牢 / The Rescue》
- 1971年《火拼 / Duel for Gold》
- 1971年《鍾馗娘子 / The Lady Hermit》
- 1971年《萬箭穿心 / The Oath of Death》
- 1972年《天下第一拳 / King boxer》
- 1972年《群英會 / Trilogy of swordsmanship》
- 1972年《壁虎 / The lizard》〔飾 陳鎗(偵緝大隊長)〕
- 1972年《亡命徒 / The Fugitive》
- 1972年《十四女英豪 / The 14 amazons》〔飾 五太子〕
- 1973年《毒女 / The kiss of death》
- 1973年《魔鬼天使 / Devil and Angel》
- 1973年《女集中營 / the bamboo house of dolls》〔飾 崔國棟〕
- 1973年《龍虎會風雲 / Heroes of Sung》
- 1973年《香港式的偷情 / Adultery, chinese style》
- 1973年《牛鬼蛇神 / Tales of Larceny》
- 1974年《小孩與狗 / The Two Faces of Love》
- 1974年《危機四伏 / The Concrete Jungle》
- 1974年《香港73 /Hong Kong 73》
- 1974年《天網 / Kidnap》〔飾 龍威，即史實之李渭〕〔本片由三狼案改編〕
- 1974年《四王一后 / Supermen Against the Orient》
- 1975年《龍虎走天涯》（英语：The Stranger and the Gunfighter），亦有英文译名Bloody Money
- 1975年《惡霸 / Gambling Syndicate》
- 1975年《女補快 / Lady of the Law》
- 1975年《龍拳小子 /Lung Kuen Siu Chi》
- 1975年《攝青鬼 / Night of the Devil's Bride》
- 1975年《斬草除根 / A Debt of Crime》
- 1975年《鏢旗飛揚 / The Protectors》
- 1975年《降頭 / Black magic》
- 1976年《劍霜刃 / Thousand Mile Escort》
- 1976年《天羅,飛沙,夕陽紅 / Invisible Terrorist》
- 1976年《唐山弟子 / The Big Boss Part 2》
- 1976年《水玲瓏 / Fierce Fist》
- 1976年《龍拳精武指 / Bruce's fingers》
- 1976年《勾魂降頭 / Black Magic 2》
- 1976年《鬼吼段魂刀 / Knife of Devil's Roaring and Soul Missing》
- 1976年《鬼胎 / The Possessed》
- 1976年《獨臂雙雄 / One Armed Swordsmen》
- 1976年《飛龍斬 / The dragon missile》
- 1976年《國際警察 / Deadly Roulette》
- 1976年《五毒天羅 / The web of death》
- 1976年《香港奇案 / The criminals》
- 1976年《流星蝴蝶劍 / Killer clans》〔飾 韓棠〕
- 1976年《天涯·明月·刀 / The magic blade》 〔飾 燕南飛〕
- 1976年《獨臂拳王勇戰楚門九子/ One Armed Swordsman Against Nine Killers》
- 1977年《大武士與小鏢客 / Hero of the Wild》
- 1977年《太極八蛟 / Shaolin Deadly Kicks》
- 1977年《黑帶空手道 / Black Belt Karate》
- 1977年《風雲人物 / Men of the Hour》
- 1977年《忠烈精武門 / Return of Bruce》
- 1977年《青龍客棧 / Green Dragon Inn》
- 1977年《搏命 / The Damned》
- 1977年《刀劍霸王拳 / Killer from Above》
- 1977年《關東五大俠 / 5 Kung Fu Daredevil Heroes》
- 1977年《追龍 / Fists of Dragons》
- 1977年《唐山大兄2 / Chinese Connection 2》
- 1977年《旋風十八騎 / 18 Swirling Riders》
- 1977年《三少爺的劍 / Death duel》〔飾 韓棠〕
- 1977年《鶴形伏虎鬥蚊龍 / Secret of Chinese Kung Fu》
- 1977年《冷月孤心針無情 / Invincible Swordswoman》
- 1977年《洪熙官 / Executioners from Shaolin》〔飾 白眉道人〕
- 1977年《江南八大俠 / The Greatest Plot》〔飾 年羹堯〕
- 1977年《人虎戀 / Tiger Love》
- 1977年《俠士鏢客殺手 / The Chivalry, the Gunman and Killer》
- 1977年《白玉老虎 / The jade tiger》〔飾 唐缺〕
- 1977年《明月刀雪夜殲仇 / Pursuit of vengeance》〔飾 路小佳〕
- 1977年《龍蛇俠影 / The face behind the mask》
- 1978年《龍威山莊 / Lung Wei Village》〔飾 宋成喜〕
- 1978年《十八玉羅漢 / The Eighteen Jade Arhats》
- 1978年《鬼馬大俠 / The Cavalier》
- 1978年《十二生肖 /The Zodiac Fighters》
- 1978年《鄭和下西洋 / Prominent Eunuch Chen Ho》
- 1978年《七俠八義 / Seven Men of Kung Fu》
- 1978年《倚天屠龍記 / Heaven sword and dragon sabre》〔飾 謝遜〕
- 1978年《倚天屠龍記大結局 / Heaven sword and dragon sabre 2》 〔飾 謝遜〕
- 1978年《太極氣功 / Born Invincible》
- 1978年《少林三十六房 / The 36th chamber of Shaolin》
- 1978年《功夫傳人之龍拳小子 / Dynamite Shaolin Heroes》
- 1978年《血芙蓉 / The vengeful beauty》
- 1978年《清宮大刺殺 / Flying guillotine 2》
- 1978年《神鷹飛燕掌 / Eagle's Claw and Butterfly Palm》
- 1978年《過江龍獨闖虎穴 / Showdown at the Equator》
- 1978年《勾魂針奪命拳 / Fatal Needles vs. Fatal Fists》
- 1978年《玉蜻蜓 / Murder of Murders》
- 1978年《古銅蕭 / Revenge of the Shaolin Kid》
- 1978年《神鷹飛燕蝴蝶掌 / Eagle's claws & the butterfly palm》
- 1978年《諸葛四郎大鬥雙假面 / Little Hero》
- 1978年《十字鎖喉手 / Shaolin Hand Lock》
- 1978年《深宮大刺殺 / Flying Guillotine, Part II》
- 1978年《獨霸天下 / The Swift Shaolin Boxer》
- 1978年《猛男痴女 / Manhunt》
- 1979年《醉猴女 / The ape girl》
- 1979年《白馬素車勾魂幡 / Eunuch of the Western Palace》 〔飾 霍無病〕
- 1979年《一膽二力三功夫 / Fist and guts》
- 1979年《糊塗大醉俠 / The Idiot Swordsman》
- 1979年《神捕 / The lawman》
- 1979年《爛頭何 / Dirty Ho》
- 1979年《瘋猴 / Mad monkey kung fu》
- 1979年《少林英雄榜 / Abbot of Shaolin》
- 1979年《孔雀王朝 / Murder plot》

#### 1980年代
- 1980年《請帖 / Rendevous with death》〔飾 楊風〕
- 1980年《洪文定三破白蓮教 / Clan of the white lotus》〔飾 白蓮教主〕
- 1980年《情俠追風劍 / Swift sword》
- 1980年《勾魂針奪命拳 / Fatal needles fatal fists》
- 1980年《第一類型危險 / Dangerous Encounter - 1st Kind》〔飾 阿蛋〕
- 1981年《千門八將 / Notorious eight》〔飾 賭魔〕
- 1981年《書劍恩仇錄 / The emperor and his brother》（飾 張召重）
- 1981年《飛刀又見飛刀 / Return of the deadly blade》
- 1981年《魔劍俠情 / Return of the sentimental swordsman 》
- 1981年《目無王法 / What price honesty》
- 1981年《胡越的故事 / The story of Woo Viet》
- 1981年《天涯怪客一陣風 / Ninja Pirates》
- 1982年《陰忌 /Kung Fu from Beyond the Grave 》
- 1982年《人皮燈籠 / Human lanterns》〔飾 趙春方〕
- 1982年《如來神掌 / Buddha's palm》〔飾 東島長離畢孤〕
- 1982年《賊王之王 / Winner takes all》
- 1982年《楚留香之幽靈山莊 / Perils of the sentimental swordsman》
- 1982年《獵魔者 / Mercenaries from Hong Kong》〔飾 雷泰〕
- 1982年《浣花洗劍 / The spirit of the sword》〔飾 神火宮主〕
- 1983年《楊過與小龍女 / Little dragon maiden》〔飾 歐陽鋒〕
- 1984年《魔殿屠龍 / The hidden power of dragon sabre》〔飾 謝遜〕
- 1983年《男與女 / Hong Kong, Hong Kong》
- 1983年《滿天神佛 / Ghosts galore》
- 1984年《望子成蟲 / I will finally knock you down, Dad!》
- 1984年《上海灘十三太保 / The Shanghai Thirteen》
- 1984年《布衣神相 / Return of bastard swordsman》〔飾 鬼醫藍心足〕
- 1984年《錦衣衛 / Secret service of the imperial court》
- 1984年《妖魂 / The enchantress》
- 1984年《靈氣逼人 / The occupant》
- 1985年《弟子也瘋狂 / Crazy Shaolin disciples》
- 1985年《超齡處男 / O! My God!》飾 雷探長
- 1988年《飛龍猛將 / Dragons forever》
- 1988年《亡命鴛鴦 / On the run》
- 1988年《義膽紅唇 / City war》
- 1989年《奇蹟 / Miracles》〔飾 阿飛〕
- 1989年《義膽群英 / Just heroes》
- 1989年《猛鬼舞廳 / Ghost ballroom》
- 1989年《龍虎家族 / A fiery family》
- 1989年《忠義群英 / Seven warriors》

#### 1990年代
- 1990年《喋血風雲 / Return to action》
- 1990年《邊緣歲月 / The Killer's Blues》
- 1990年《皇家師姐之中間人 / Middle Man》
- 1990年《亂世兒女 / Shanghai, Shanghai》
- 1990年《千王家族 / The Family of Swindler King》
- 1991年《火種 / Angel terminators II》
- 1991年《跛豪 / To be number one》
- 1991年《衝擊天子門生 / Hong Kong godfather》
- 1992年《新義本無言 / All mighty gambler》
- 1992年《五湖四海 / Requital》
- 1992年《警察故事III超級警察 / Police Story III - Super Cop》

#### 2000年代
- 2000年《魔影》
- 2001年《玻璃少女 / Glass tears》
- 2001年《趕屍先生》